# Hospes obscurus
Hospes obscurus là một loài bọ cánh cứng trong họ Cerambycidae.